# F-Spot
F-Spot é um gerenciador de fotos completo para área de trabalho Gnome.

## Funcionalidades
O F-Spot permite que você organize, edite, coloque etiquetas e compartilhe suas fotografias. F-Spot oferece também outras características além de importar e organizar fotos.
Você pode colocar etiquetas, também chamadas rótulos, em suas fotos, para rapidamente classificá-las e submetê-las à pesquisa. F-Spot vem com etiquetas padrão, como Events, People, Favorites e Places.
F-Spot foi construído com funcionalidade para executar edições detalhadas em suas fotos. Você pode ajustar a cor de sua foto, cortá-la, remover olho vermelho, deixá-la reta, ou adicionar uma descrição.
F-spot também permite que exporte fotos para alguns serviços populares de compartilhamento de fotos, incluindo Flickr, Gallery ou Picasa. Você também pode exportar para um CD ou pasta de backup de fotos.